# The Ed Sullivan Show
The Ed Sullivan Show, ook bekend onder de titel Toast of the Town, was een Amerikaans variétéprogramma dat van 1948 tot 1971 wekelijks werd uitgezonden door zender CBS. Het programma werd gepresenteerd door de New Yorkse entertainmentcolumnist Ed Sullivan.

## Geschiedenis
In 1948 overtuigde producent Marlo Lewis zender CBS om Ed Sullivan het variétéprogramma Toast of the Town te laten presenteren. Sullivan, die bekendstond als een van de invloedrijkste entertainmentcolumnisten van New York, had eerder ook al het radioprogramma Summer Silver Theater gepresenteerd voor CBS. Toast of the Town, dat op 20 juni 1948 in première ging, werd wekelijks op zondagavond live uitgezonden en liet verschillende soorten entertainers (popartiesten, operazangers, songwriters, komieken, balletdansers, theateracteurs, circusartiesten, etc.) aan bod komen. In de volksmond werd het programma ook The Ed Sullivan Show genoemd. Op 25 september 1955 werd de naam van het programma officieel veranderd in The Ed Sullivan Show. In september 1965 werd het programma voor het eerst in kleur uitgezonden.
Aanvankelijk werd het televisieprogramma opgenomen in het Maxine Elliott Theatre in New York. Vanaf januari 1953 verhuisden de opnames naar CBS-TV Studio 50, die in 1968 werd omgedoopt tot The Ed Sullivan Theater. Het eerste seizoen van het variétéprogramma werd van 21.00 tot 22.00 EST uitgezonden. Vanaf 1949 begon de uitzending wekelijks om 20.00 EST.
De afdeling Lincoln-Mercury van de Ford Motor Company was van 1948 tot 1962 hoofdsponsor van het programma. Tijdens de show maakte Sullivan regelmatig reclame voor Mercury-auto's.

## Format en succes

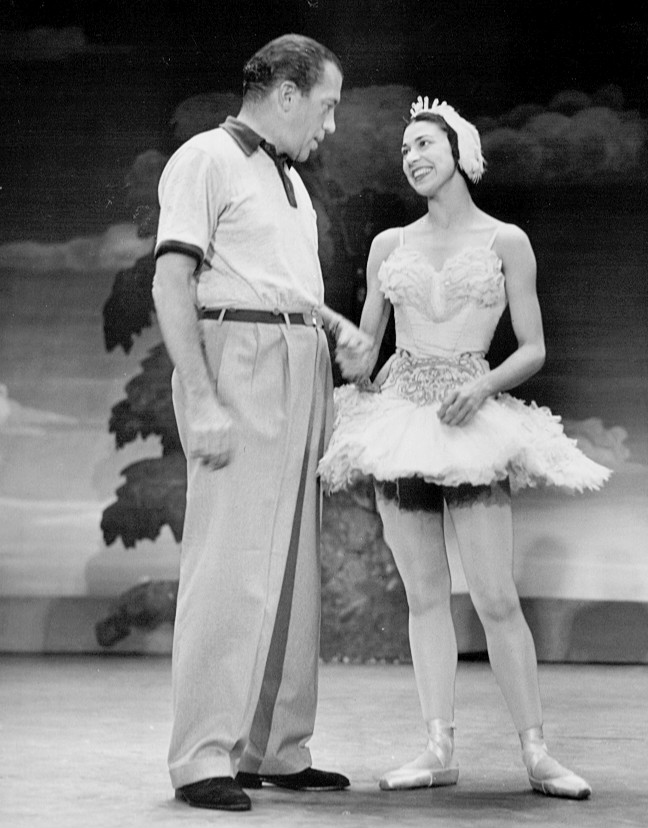
Sullivan en balletdanseres Margot Fonteyn in 1953.

Hoewel Sullivan elke week op zoek ging naar nieuwe artiesten die in zijn programma mochten optreden, waren er ook enkele personages die regelmatig terugkeerden. Zo was er de pop Topo Gigio, een kleine Italiaanse muis, en de Spaanse buikspreker Señor Wences. Tijdens de eerste seizoenen zond het programma ongeveer zes acts van zo'n tien minuten uit, later werden er dat meer dan tien van elk twee of drie minuten. De meeste opnames vonden plaats in New York, maar soms verhuisde de show ook naar het buitenland. Zo werden er uitzendingen opgenomen in het Verenigd Koninkrijk, Japan en Australië. De populariteit van The Ed Sullivan Show zorgde ervoor dat buitenlandse artiesten vaak eerst in het programma optraden om zich voor te stellen aan het Amerikaanse publiek. Gedurende de jaren 50 en 60 werd het programma zo populair dat het in veel Amerikaanse huiskamers een ritueel werd om op zondagavond met de hele familie voor de buis te zitten. Sullivan kreeg al snel de reputatie een "kingmaker" te zijn omdat zijn programma door veel artiesten beschouwd werd als een springplank tot succes.
Eind jaren 1960 begonnen de kijkcijfers van het programma te dalen. Bovendien werd de gemiddelde leeftijd van het publiek steeds hoger, wat adverteerders niet aantrekkelijk vonden. Na het seizoen 1970–1971 besloot zender CBS om de show te annuleren. Het einde van het tv-programma werd niet aangekondigd, waardoor er geen speciale slotuitzending kwam. Tot aan zijn dood in 1974 presenteerde Sullivan nog wel enkele specials voor CBS.

## Bekende optredens
The Ed Sullivan Show werd onder de Amerikaanse babyboomers en de Tweede Wereldoorlog-generatie bekend als het tv-programma waarin bekende artiesten als Elvis Presley, The Rolling Stones, The Beatles, The Doors, The Supremes, The Dave Clark Five, The Jackson 5, Janis Joplin, The Mamas and the Papas, The Lovin' Spoonful, Herman's Hermits en The Beach Boys doorbraken of ontdekt werden. Ook violist Itzhak Perlman raakte bij het Amerikaanse publiek bekend toen hij in 1958 op dertienjarige leeftijd voor het eerst mocht optreden in The Ed Sullivan Show.